# 官富場

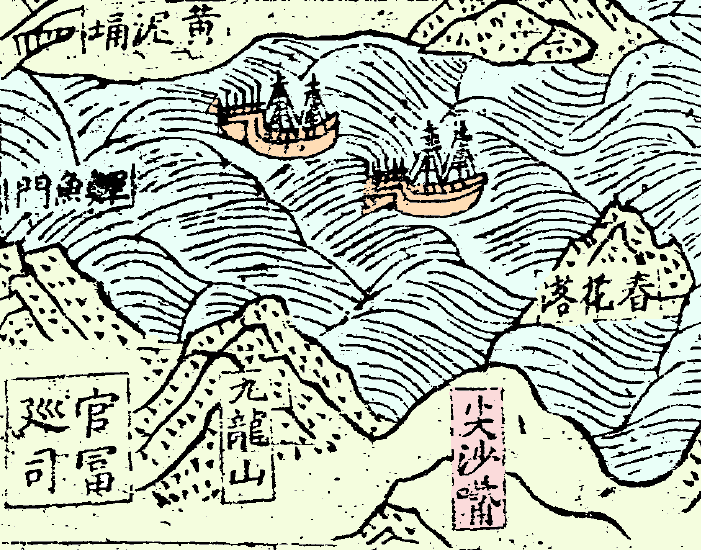
明朝《粵大記》有地圖記載「官富巡司」

官富場是北宋政府在現今九龍東部一帶所設的官方鹽場，至清朝廢置，也是觀塘名稱之起源。
北宋初年，當時政府在現時的九龍灣東南、西北及西南沿岸，即尖沙咀與茶果嶺之間一帶，設立了一個名為「官富場」的官方鹽場，範圍覆蓋今日的觀塘區、九龍城區及油尖旺區，並派造鹽官並駐兵，當時該處屬於广州府東莞縣。

## 歷史
香港位處嶺南南部沿海地區，擁有極長的海岸線，許多地方能夠建造產鹽的潮墩（靠近海岸的高地）和草蕩（靠近海岸的低地），十分適合經營鹽田。鹽田必須臨海建設，而且當為「沙坦背風之港」（《廣東新語》），意思是該處必須是沙土土質，並且有海風從港口吹進內陸。而這些條件也正正是香港所具備的。故此，在现今的香港境内昔日曾有着多個大大小小的鹽場。
北宋，朝廷在廣南東路設置十四個官辦鹽場，在東莞縣境內就有「靜康、大寧、東莞三鹽場，海南、黃田、歸德三鹽柵」（《元豐九域志》）。「海南」在今日香港境內；「黃田」則部分在今日的屯門一帶。這些鹽場在宋代已十分具有規模，產出遠銷不同地方：「廣州東莞、靖康等十三場，歲鬻二萬四千餘石，以給本路及西路之昭桂州，江南之安南軍」(《宋史·食貨志》)。

### 南宋官富鹽場古碑
然而到了南宋隆興元年 （1163年），由於「官富場」的產鹽量未如理想，曾一度廢置並併入另一個官方鹽場「疊福場」（位於今沙頭角東北、大鵬灣西南）。後來因「官富場」產鹽量回升，於是再度恢復設置。朝廷更在现今香港地界内專設屯門、官富鹽場；其中，以官富鹽場產量最豐。官富鹽場位於今日的香港維多利亞港東部，即觀塘、九龍城、油尖旺一帶。今日維港東面入口——佛堂門天后古廟旁，仍然豎立着一塊石碑。石碑是由南宋官富鹽場鹽官嚴益彰豎立，見證了盐场昔日的繁榮。南宋即将覆灭之际，宋端宗趙昰和宋帝赵昺被元朝軍隊逼迫逃到九龍，據說曾在「官富場」內的馬頭涌一塊大石頭上休息，後人稱該處為宋王臺。
元朝「官富場」被改為「官富巡司」，明朝則被改為「官富巡檢司」，設有巡檢及司吏各一，並駐弓兵50名，以打擊販賣私鹽。
明朝官富鹽場更躍升為新安縣（旧宝安县）境內的四大鹽場之一。當時新安縣轄下有四大鹽場，分別是東莞、歸德、黃田和官富，而官富鹽場的出產除本地自用外，更遠銷至廣西一帶。

### 廢置
然而隨着清朝康熙帝發佈遷界令，強行遷移沿海居民至內陸，鹽場也由盛轉衰。清朝康熙元年（1662年），清朝政府為了防止沿海居民接濟位於台灣的鄭成功軍隊，因此實行遷界令，逼使沿海居民向內地遷界50里，鹽場亦因而被廢置。雖然遷界令於康熙八年 （1669年）取消，但由於新遷來的居民不諳曬鹽，鹽場無法恢復昔日的規模，其後最終也被廢置。